# Goodnestone (Dover)
Goodnestone – wieś w Anglii, w hrabstwie Kent, w dystrykcie Dover. Leży 11 km na wschód od miasta Canterbury i 99 km na wschód od centrum Londynu.